# Nathalan
Nathalan (... – 8 gennaio ...; fl. VII secolo) è stato un santo scozzese, vescovo della regione di Aberdeen; venerato sin dal Medioevo, il cui culto fu confermato da papa Leone XIII nel 1898.

## Biografia
Le principali informazioni biografiche riguardanti Nathalan sono desunte dalle sei "lezioni" del mattutino incluse nel suo officio nel breviario di Aberdeen, pubblicato nel 1509.
Secondo tali leggende, nacque a Tullich, presso Ballater, da nobile famiglia e dedicò tutta la sua vita alla coltivazione della terra per poter lasciare la mente libera alla contemplazione divina. Durante una carestia, donò tutto il suo grano ai poveri e, per espiare il peccato di aver mormorato contro Dio a causa della carestia, si recò in pellegrinaggio a Roma dove fu consacrato vescovo dallo stesso pontefice.
Tornato in Scozia, dedicò il resto della sua vita al servizio del popolo dell'Aberdeenshire: eresse a sue spese le chiese di Tullich, Bothelnie e Colle.
Morì un 8 gennaio e fu sepolto a Tullich.

## Il culto
Il suo culto come santo fu confermato da papa Leone XIII con decreto dell'11 luglio 1898.
Il suo elogio si legge nel martirologio romano all'8 gennaio.